# Poesie in prosa
Poesie in Prosa, titolo originale Poems in Prose  è un'opera di Oscar Wilde pubblicata nel 1894, si compone di 6 piccole storie brevi:
- L'artista (The artist)
- Il discepolo (The disciple)
- Il bene di chi agisce (The Doer of Good)
- Il maestro (The Master)
- La casa del giudizio (The House of Judgment)
- L'insegnante di saggezza  (The Teacher of Wisdom)

## Storia
Wilde ideò questi racconti a partire dal 1889 ma sembrerebbe essere stato l'incontro con André Gide la molla che scattò nella mente dell'irlandese, in quanto quelle parabole erano in parte rivolte all'allora giovane autore francese.

## Trama
In ogni piccola opera è raccontato il punto di vista personale dell'autore che spiega attraverso una sorta di parabola.

### Il discepolo (The disciple)
Racconta della morte di Narciso e di come le ninfe e il dio fiume lo piangessero, il dio amava il ragazzo ma non si ricorda nemmeno del suo aspetto, perché come confessa amava il fatto che ogni volta che il ragazzo si affacciava al fiume per specchiarsi (cosa che faceva spesso) il dio poteva vedersi specchiato nei suoi occhi. Per Wilde il discepolo era un riflesso del maestro, viveva di luce riflessa come la Luna

### L'artista (The artist)
Racconta di un artista che sapeva forgiare il bronzo e che si esprimeva soltanto creando opere con il bronzo. Un giorno ebbe un'idea meravigliosa ma non aveva altro bronzo; lo cercò ma non ve ne era in tutto il mondo. Arrivò di fronte alla tomba della moglie dove aveva costruito una statua di bronzo per commemorare la tristezza della perdita subita; la distrusse e con essa creò il suo nuovo pensiero: la gioia del momento. Qui Wilde esprime uno dei suoi ultimi pensieri prima di essere imprigionato: l'arte uccide se stessa; un'opera d'arte per essere, per nascere, deve obbligatoriamente distruggere l'opera passata.

### La casa del giudizio (The House of Judgment)
Un uomo viene portato innanzi al signore e si legge per tre volte un passo a caso della vita dell'uomo. Alla fine del racconto l'onnipotente deve decidere se inviarlo negli inferi o nel paradiso ma la scelta non è facile, in quanto l'uomo ha sempre vissuto un inferno ma mai è riuscito ad immaginare un paradiso.

### Il maestro (The Master)
Si narra dell'incontro di Giuseppe di Arimatea con un ragazzo che piangeva, si pensava, la morte di Gesù, ma si viene a scoprire che la sua tristezza era per la sua sorte in quanto fece le stesse cose del Maestro eppure lui non venne crocifisso.

## Edizioni italiane
- Poesie in prosa, in  Oscar Wilde, Tutte le opere, a cura di Masolino D'Amico, collana I Mammut Newton, Newton Compton Editori, 2010, ISBN 9788854118188.